# 下甑島

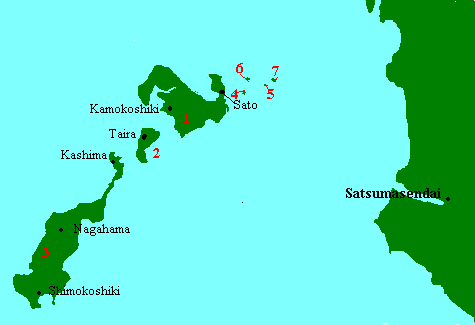
甑島列島と本土、一番南(3)が下甑島

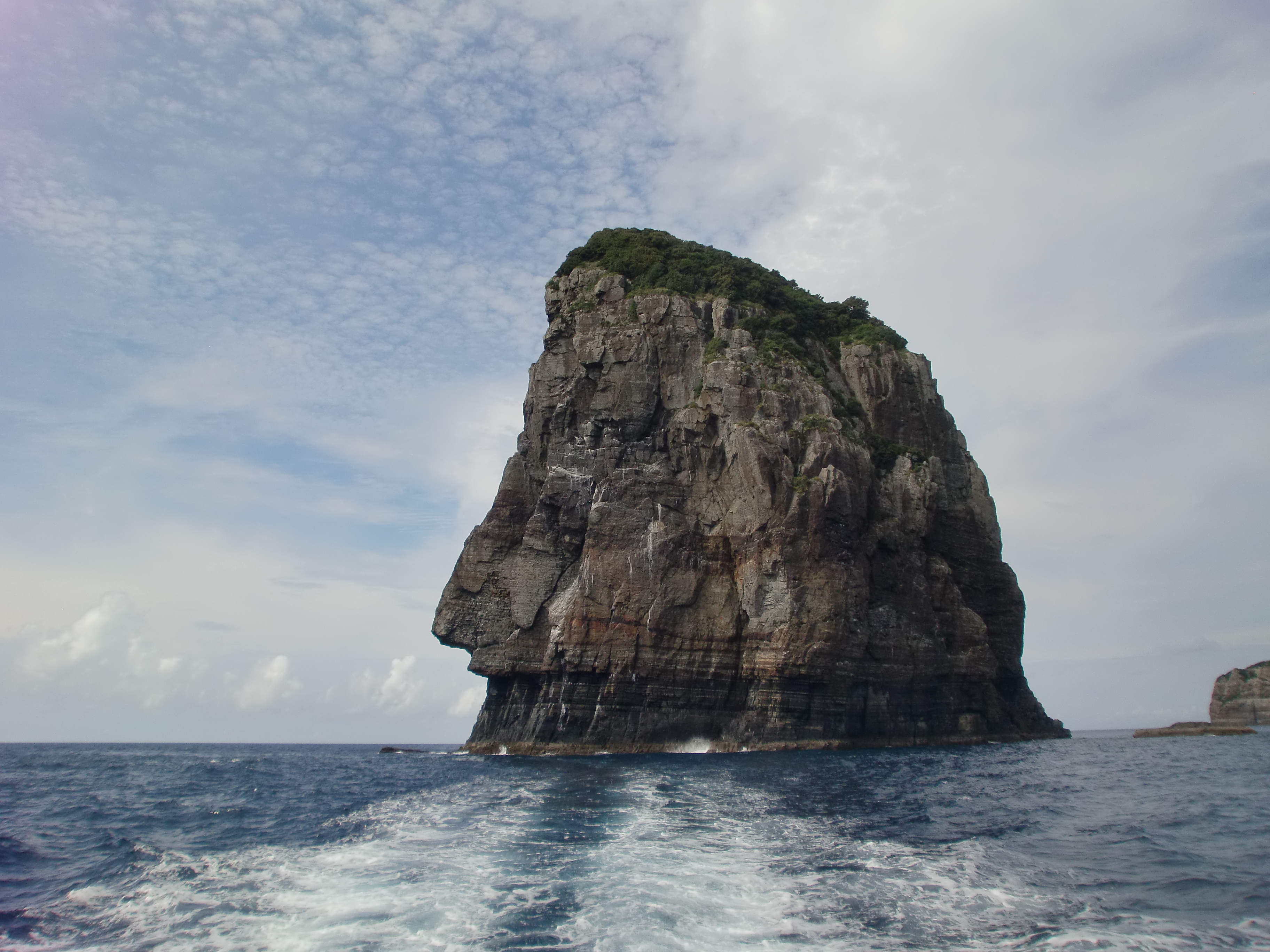
ナポレオン岩

下甑島（しもこしきしま）は、東シナ海の甑島列島南部にある離島。鹿児島県薩摩川内市に属する。「甑島」の名は上甑島南西にある「甑」（蒸籠）の形をした巨石を甑大明神として崇拝したことに由来し、かつては子敷島、古志岐島とも書いた。

## 地理
甑島列島は、いちき串木野市の沖合約30 kmにある離島であり、その南部にあるのが下甑島である。面積は65.56 km2であり、2020年（令和2年）の国勢調査による人口は1,935人である。面積は奄美大島、屋久島、種子島、徳之島、沖永良部島、長島、加計呂麻島に次いで鹿児島県の離島中第8位であり、山手線の内側とほぼ等しい。最高標高地点は604 mの尾岳であり、尾岳の尾根には航空自衛隊の下甑島分屯基地がある。第9警戒隊の警戒管制レーダーが設置されているが、2009年（平成21年）3月に大陸間弾道弾も追尾可能な最新鋭の警戒管制レーダー(J/FPS-5)への更新工事が完了した。
島の最南端は釣掛埼で、釣掛埼灯台がある。
全体的に山肌が海にせまり、沖積平野の発達が極めて少ない。地形は上甑島や中甑島に比べて険しく、400 - 500 m台の山地が卓越し、特に西岸には切り立った断崖が点在する。甑島列島の平均気温は18.5 ℃と温暖であり、本土の同緯度地域（阿久根市）よりもやや気温が高い。夏・秋には台風、冬には季節風の影響を強く受け、台風の影響は列島の西海岸よりも東海岸のほうが著しい。降水量は年2,500 mmほどであり、本土（鹿児島市）よりもやや多い。
大字
- 鹿島地域 - 鹿島町藺牟田（いむた）
- 下甑地域 - 下甑町手打（てうち）、下甑町片野浦（かたのうら）、下甑町瀬々野浦（せせのうら）、下甑町青瀬（あおせ）、下甑町長浜（ながはま）

### 河川
島内には瀬尾川があり、上流には瀬尾観音三滝がある。

### 小島・岩礁
国土地理院地図（抄）。陸繋した浜辺や海礁上の小岩、無名の岩を除く。
- 津口鼻、長瀬 (おさんせ)、下長、鋤の塚 - 島の南側沖。
- 野崎、二つ張、早崎、鈴崎、飛瀬 - 南西側沖。
- 立髮、大カブ瀬、貝水、立崎、鷹の巣、チュウ瀬 (ナポレオン岩)、由良島 - 西側沖。
- 西崎、浮水浦、池屋崎、藺落浦、ヘタノ瀬上、平瀬崎、熊ヶ瀬鼻 - 島の北端部沖。
- ミタレ、にごりが浦、水の下、立平瀬、長生鼻、神場、トガリ瀬、曲瀬 - 東側沖。

## 歴史
甑島列島には約8000万年前の白亜紀の地層が残っている。下甑島では2013年に日本国内では初めてケラトプス類の化石が発見され、アジアを見渡しても貴重な発見とされている。恐竜の化石が発見されたのは鹿児島県で初めてであり、藺牟田にある地層からは翼竜やワニなど爬虫類の化石も発見されている。手打遺跡、片野浦遺跡からは弥生土器、土師器、須恵器などが出土している。
奈良時代には薩摩隼人族の一根拠地（甑島隼人）だったと推測される。平安時代初期に編纂された『続日本紀』には遣唐使船が甑島に停泊したことが記され、中期に編纂された『和名抄』には「甑島郡管管」、「甑島」という名前が登場する。甑島列島の各地に平家の落人伝説が残っている。鎌倉時代中期から370年間、13代に渡って小川氏が統治を行ない、この時代から行政単位が上下（上甑島・中甑島、下甑島）ふたつに区分された。1595年（文禄4年）、小川氏は本土の日置郡田布施（現南さつま市）に移封されて甑島の統治から離れた。
江戸時代には島津藩の直轄地となって地頭（領主）が派遣され、下甑島では手打に地頭仮屋が置かれた。藩政時代には東岸の金山海岸で銅・金・銀などの採掘が行なわれた。甑島列島は天草諸島や長崎と同じくキリシタン文化を受け入れた場所のひとつであり、1638年（寛永15年）には甑島列島に潜んでいた島原の乱の残党35人が処刑されて殉教した。1780年代の天明の大飢饉の際には、下甑島の百姓が出水（現在の出水市）に、郷士が串良（現在の鹿屋市串良地域）に集団移住した。江戸時代には薩摩藩が浄土真宗を禁じたため、1835年（天保6年）には長浜村が焼き払われるという「天保の法難」が、1862年（文久2年）には下甑島全島の住民が取り調べられるという「文久の法難」が起こった。1871年（明治4年）には鹿児島県に所属。1889年（明治22年）に町村制が施行されると6村が合併して甑島郡下甑村（しもこしきそん）となったが、1949年（昭和24年）には地理的に隔てられた藺牟田が分離して単独で鹿島村（かしまむら）となった。下甑島の最高峰である尾岳北側にある分水嶺が2村の行政界となっている。明治10年代には台風・飢饉・悪疫流行などがあり、下甑島からは395戸1732人が種子島に集団移住した。1896年（明治29年）には甑島郡が薩摩郡に編入。1901年（明治34年）には本土からの海底電信が到達し、九州商船によって串木野航路が開かれた。
鹿島村は下甑島の北側1/3を占め、大字藺牟田が単独で村を構成。下甑村は下甑島の南側2/3を占め、手打、片野浦、瀬々野浦、青瀬、長浜などの集落に人家が分散していた。1951年（昭和26年）に九州を襲ったルース台風では甑島列島も大きな被害を受けた。甑島列島の4自治体はいずれも薩摩郡に属していたが、2004年（平成16年）に本土の川内市ほか4町と新設合併し、薩摩川内市となった。市町村合併時に甑島にある大字は「従前の村名を町名とし、従前の大字名に冠したものをもって大字とする」としたため、大字名がそれぞれ改称され、薩摩郡下甑村大字手打が薩摩川内市下甑町手打、薩摩郡鹿島村大字藺牟田が薩摩川内市鹿島町藺牟田などという表記をされている。

### 行政区画の変遷
| 郡     | 明治22年以前 | 明治22年            | 明治23年-明治45年 | 大正1年-大正15年 | 昭和1年-昭和64年 | 平成1年-現在                        |
| 薩摩郡 | 藺牟田村     | 明治22年合併 下甑村 | 下甑村            | 下甑村           | 昭和24年 鹿島村  | 平成16年川内市ほかと合併 薩摩川内市 |
| 薩摩郡 | 手打村       | 明治22年合併 下甑村 | 下甑村            | 下甑村           | 昭和24年 下甑村  | 平成16年川内市ほかと合併 薩摩川内市 |
| 薩摩郡 | 片野浦村     | 明治22年合併 下甑村 | 下甑村            | 下甑村           | 昭和24年 下甑村  | 平成16年川内市ほかと合併 薩摩川内市 |
| 薩摩郡 | 瀬々野浦村   | 明治22年合併 下甑村 | 下甑村            | 下甑村           | 昭和24年 下甑村  | 平成16年川内市ほかと合併 薩摩川内市 |
| 薩摩郡 | 青瀬村       | 明治22年合併 下甑村 | 下甑村            | 下甑村           | 昭和24年 下甑村  | 平成16年川内市ほかと合併 薩摩川内市 |
| 薩摩郡 | 長浜村       | 明治22年合併 下甑村 | 下甑村            | 下甑村           | 昭和24年 下甑村  | 平成16年川内市ほかと合併 薩摩川内市 |

### 人口数の変遷
出典 : 国勢調査
下甑地域 鹿島地域
| 1920年（大正9年）  |  | 計11,535人（下甑村11,535人）                                  |
| 1930年（昭和5年）  |  | 計12,383人（下甑村12,383人）                                  |
| 1940年（昭和15年） |  | 計11,834人（下甑村11,834人）                                  |
| 1950年（昭和25年） |  | 計13,578人（下甑村10,546人、鹿島村3,032人 ※1949年に分離独立） |
| 1960年（昭和35年） |  | 計11,048人下甑村8,237人、鹿島村2,811人                        |
| 1970年（昭和45年） |  | 計6,141人下甑村4,864人、鹿島村1,277人                         |
| 1980年（昭和55年） |  | 計4,780人下甑村3,752人、鹿島村1,028人                         |
| 1990年（平成2年）  |  | 計4,280人下甑村3,247人、鹿島村1,033人                         |
| 2000年（平成12年） |  | 計3,695人下甑村2,803人、鹿島村892人                           |
| 2010年（平成22年） |  | 計2,780人下甑地域2,289人、鹿島地域491人                       |
| 2020年（令和2年）  |  | 計1,935人下甑地域1,582人、鹿島地域353人                       |

## 交通

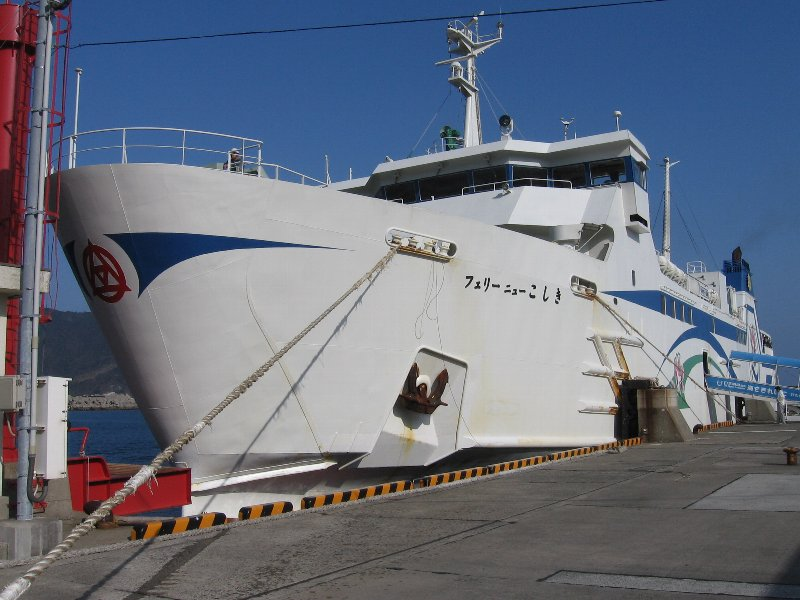
フェリーニューこしき

### 島外交通
本土から甑島列島までの主要な交通手段は、甑島商船が川内港ターミナルから運航している「高速船甑島」と、いちき串木野市の串木野新港から運航している「フェリーニューこしき」である。「高速船甑島」と「フェリーニューこしき」は、一日あたりそれぞれ往復2便が運航されている。本土側の起点は「高速船甑島」が川内港ターミナル、「フェリーニューこしき」は串木野新港であり、列島側の終点は下甑島の長浜港であるが、便によって立ち寄り先が異なり、下甑島の鹿島港などに立ち寄る場合がある。老朽化した「高速船シーホーク」の代替船として「高速船甑島」が2014年（平成26年）春に就航した。新幹線800系電車「つばめ」など、九州地方の輸送機関のデザインを数多く手掛けている水戸岡鋭治がデザインを担当した。「フェリーニューこしき」はこれまで通り串木野新港を発着するが、高速船の本土側発着所は甑島列島が属する薩摩川内市の川内港ターミナルに移設された。

### 島内交通
島内では助八古道や樫の木児道などの山道が利用されていた。これらの一部は廃れていたが再整備が進められ観光客向けの古道トレッキングも実施されている。
公共交通機関は、下甑島では南国交通によって「甑かのこゆりバス」（鹿島・下甑地域コミュニティバス）という名称の定期路線バス（薩摩川内市甑島コミュニティバス）が運行されている。甑かのこゆりバスは手打・長浜線、手打・片野浦線、長浜・瀬々野浦線、長浜・鹿島線の4路線に分かれており、2路線ずつが長浜港と手打港をターミナルとしている。手打・長浜線は手打-青瀬-長浜を結び、手打・片野浦線は手打-片野浦を結び、長浜・瀬々野浦線は長浜-瀬々野浦を結び、長浜・鹿島線は長浜-藺牟田を結んでいる。手打・片野浦線の上り便（手打行き）はデマンド運行となり、事前の予約が必要である。手打・片野浦線の下り便（片野浦行き）は条件付き運行となり、手打トンネルで乗客がいる場合のみ片野浦まで運行する。
中甑島と下甑島は最狭部で1.3 kmほどであり、2020年（令和2年）にはこの間に全長1,533 mの甑大橋が開通した。平良島と中甑島、中甑島と下甑島は海で隔てられてはいるが、前者の間には沖の串と呼ばれる浅瀬があり、また後者の間にも沖の瀬上やヘタノ瀬上などの浅瀬があるため、かつては上甑島から下甑島まで一続きの島であったと考えられている。1984年（昭和59年）に芦浜トンネルが開通すると陸路で旧鹿島村と旧下甑村の往来が可能となり、両地域の交流が活発化した。2011年（平成23年）には長浜・青瀬と手打をトンネルなどで結ぶ手打バイパスが開通し、安全性や利便性が大幅に向上した。

## 自然・地質

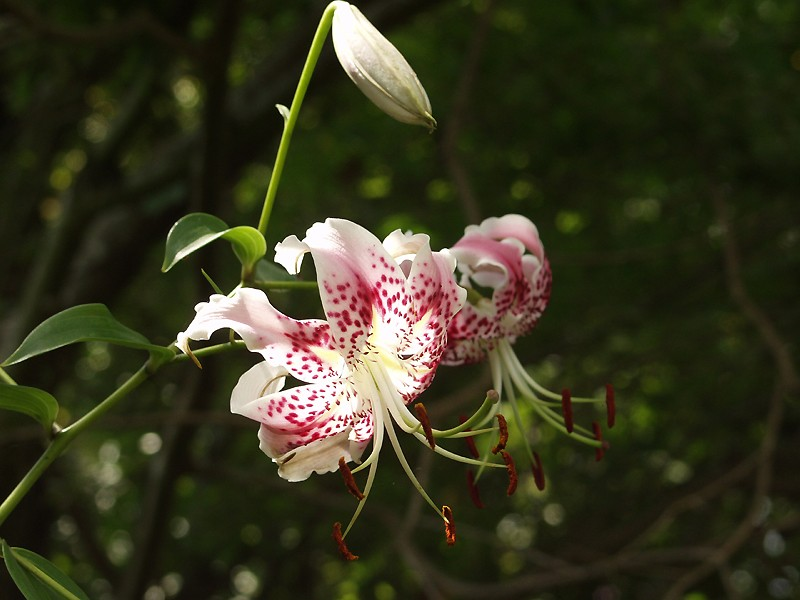
甑島列島に自生するカノコユリ

1981年（昭和56年）には甑島列島が甑島県立自然公園に指定され、2009年（平成21年）には鹿島断崖が日本の地質百選に選出された。中甑島北部には巨大な正断層である鹿の子断層があり、北西-南東方向に発達した断層が露頭している。海岸にはウミガメが上陸し、沿岸にはカツオクジラなどが回遊する。甑島列島は熱帯性の木生シダであるヘゴの自生北限地のひとつであり、「ヘゴ自生北限地帯」の名称で国の天然記念物に指定されている。島内に生息するカラスバトは種として国の天然記念物指定を受けている。薩摩川内市の市花はカノコユリであり、甑島列島はカノコユリの日本唯一の自生地とされている。下甑島の百合高原などで夏場に薄紅色の花を咲かせる。
下甑島の手打では手打湾と手打港の間に小規模な陸繋砂州が形成されている。1889年（明治22年）や1951年（昭和26年）（ルース台風）には砂州が切断されたといい、現在は防潮堤が張り巡らされているが、高潮時にはしばしば手打湾から手打港に水があふれる。下甑島の手打には小川氏の統治時代の名残である武家屋敷通りがあり、玉石垣が特徴である。

## 経済

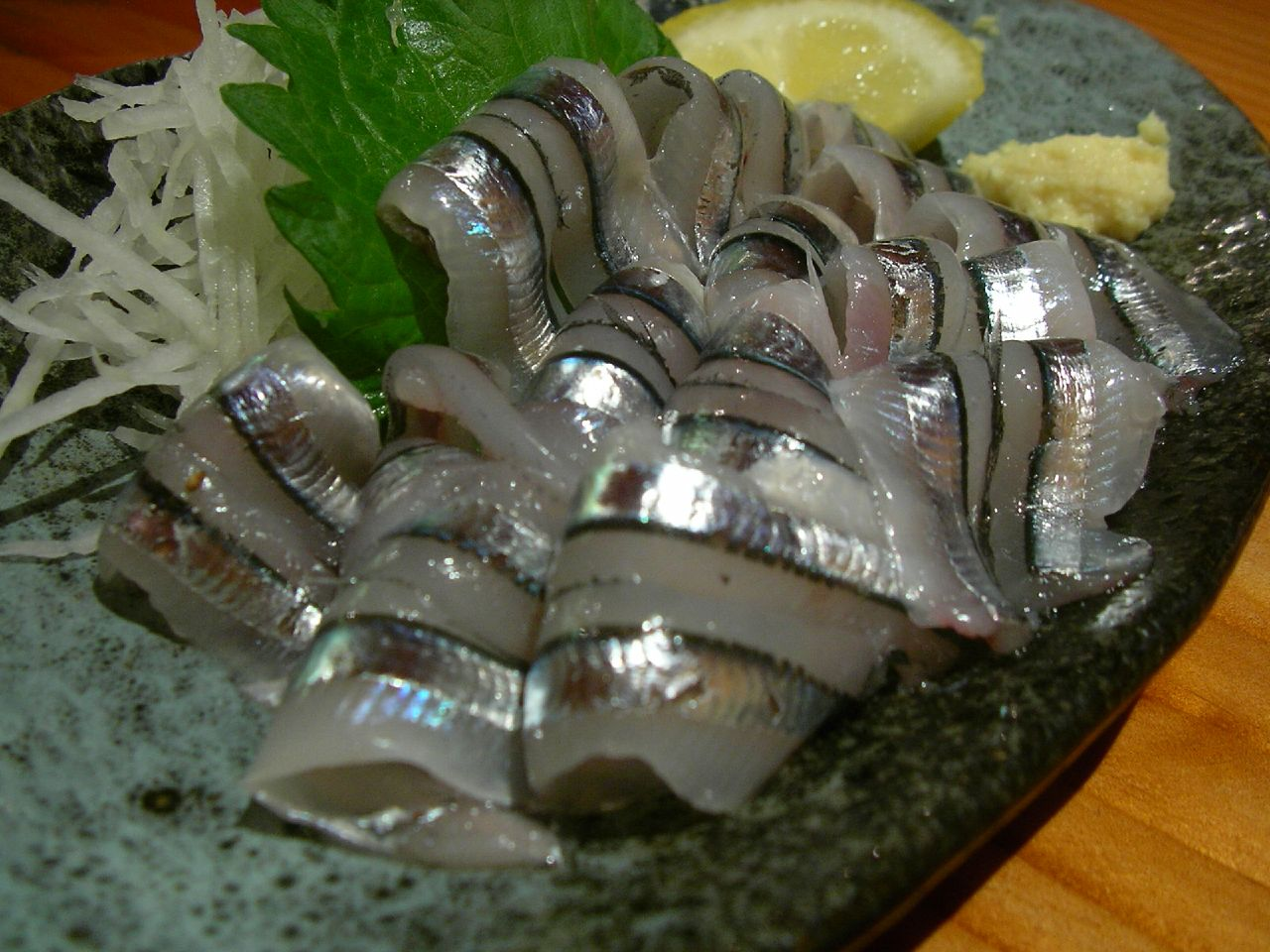
名物であるキビナゴの刺身

2010年（平成22年）の国勢調査による甑島列島の産業分類別就業者数は、第一次産業が12.3%、第二次産業が19.4%、第三次産業が68.1%であり、第一次産業の内訳は農業が1.3%、林業が0%、水産業が10.9%である。就業者数・総生産額ともに、平均に比べて第一次産業（特に水産業）が大きな割合を占めている。2009年（平成21年）の下甑島への観光客は約14,100人だった。
甑島列島周辺海域はアジ、サバ、ブリなどの回遊魚に加え、キビナゴ、バショウカジキ、アワビなどの水産資源が豊富で、鹿児島県内有数の漁場となっている。甑島漁協の水揚げ量の45%を刺網漁業で漁獲したキビナゴが占め、5月から7月の夏期がキビナゴ漁の最盛期である。下甑島は九州で唯一海洋深層水が取水されている場所であり、水深375 mからくみ上げた海水で塩やにがりなどの製造が行なわれている。

## 教育
いずれも薩摩川内市立
|              | 区分   | 所在大字 | 学校名     | 開校/閉校年                 |
| ------------ | ------ | -------- | ---------- | --------------------------- |
| 現存する学校 | 中学校 | 長浜     | 海星中学校 |                             |
| 現存する学校 | 小学校 | 鹿島     | 鹿島小学校 | 1880年開校                  |
| 現存する学校 | 小学校 | 手打     | 手打小学校 | 1874年開校                  |
| 現存する学校 | 小学校 | 長浜     | 長浜小学校 | 1880年開校                  |
| 閉校した学校 | 中学校 | 鹿島     | 鹿島中学校 | 2024年3月末閉校             |
| 閉校した学校 | 中学校 | 手打     | 海陽中学校 | 2024年3月末閉校             |
| 閉校した学校 | 小学校 | 瀬々野浦 | 西山小学校 | 1879年開校、2013年3月末閉校 |
| 閉校した学校 | 小学校 | 青瀬     | 青瀬小学校 | 1886年開校、2012年3月末閉校 |
| 閉校した学校 | 小学校 | 片野浦   | 子岳小学校 | 1886年開校、2012年3月末閉校 |

2024年（令和6年）時点で下甑島には薩摩川内市立中学校が1校、市立小学校が3校所在する。2023年5月1日時点の中学校の生徒数は、海星中学校が26人であり、各小学校の児童数は、鹿島小学校が18人、手打小学校が14人、長浜小学校が26人である。甑島列島内に高校はなく、中学校卒業生の多くは本土に引っ越して本土の高校に進学する。

### 学校の統廃合
2004年（平成16年）の合併後、薩摩川内市は大規模な小中学校の統廃合を進めた。下甑島にある2つの中学校、海陽中学校と海星中学校は、今後の生徒数の推移によっては統廃合が検討される。2012年（平成24年）には鹿島中学校が休校となり、鹿島中学校に通っていた生徒は海星中学校に通うこととなった。鹿島中学校の学校再開や鹿島小学校の統廃合については、甑大橋完成後の状況変動などから判断される。2012年には青瀬小学校が長浜小学校に、子岳小学校が手打小学校に統合され、2013年には西山小学校が長浜小学校に統合された。2024年、休校中だった海陽中学校 と鹿島中学校が閉校となった

### 山村留学制度
薩摩川内市は下甑島で山村留学制度を実施している。鹿島小学校・鹿島中学校は1996年（平成8年）から「ウミネコ留学」を実施し、本土などから海村留学生（1年間）を年間10名程度受け入れている。留学生は里親の下で暮らし、長期休暇のみ実家に帰省していたが、近年では家族そろっての留学（移住）も増えているという。2007年度の鹿島小学校の全校生徒数は16人であり、このうち留学生は6人だった。なお、下甑島はウミネコの繁殖南限地である。西山小学校でも2000年（平成12年）から鹿島小中学校同様の「ナポレオン留学」を行なっていたが、近年は希望者がいなかったことから2011年に制度が廃止され、また西山小学校自体も2013年度に統廃合の対象となった。

## 文化
鹿島村離島住民生活センター（旧藺牟田漁業組合）は国の登録有形文化財に登録されている。鹿島地域は中野姓が1/3、橋野姓が1/3、残りの1/3が小村姓などである。1949年（昭和24年）に下甑村から分村して以来、鹿島村及び市町村合併後の薩摩川内市鹿島地域は交通死亡事故ゼロを継続しており、2013年（平成25年）6月には日本記録が連続22,000日まで伸びた。下甑地域の歴史民俗資料館には、世界で一枚だけしかないビーダナシ（フヨウの織物）などが展示されている。下甑島には、5月頃の深い霧の夜に山中から犬の鳴き声が聞こえてくる「犬の亡霊」（いんのもうれい）という怪異が伝わっている。これは、かつて狩りに行って命を落とした犬の霊が、そのまま山に残っているためといわれている。

### 下甑島のトシドン
下甑島には秋田県のナマハゲに似た「トシドン」という伝統的な民俗行事がある。大みそかの夜、地元の若者がトシドンという怪物に扮し、首なし馬に乗って家々を回る。子どもたちの素行や行儀を戒めて諭し、褒美として子どもに歳餅を与えて去ってゆく。シュロの木の皮などで作った衣服をまとっており、ポリネシアの島々の祭礼を思わせる。1977年（昭和52年）には国の重要無形民俗文化財の指定を受け、2009年（平成21年）には「甑島のトシドン」として国連教育科学文化機関(UNESCO)の無形文化遺産に登録された。

### 作品の舞台
堀田善衛の『鬼無鬼島』のモデルは下甑島である。椋鳩十が書いた児童文学「孤島の野犬」は下甑島の野犬(甑山犬)が主人公であり、手打にはこの作品に因んだ銅像が建てられている。映画『釣りバカ日誌9』では下甑島がロケ地となった。浜ちゃんの上司が結婚式を挙げたのは手打地区の民家であり、ラストシーンではスーさんと浜ちゃんが手打海岸でキス釣りをした。
また下甑島は森進一（歌手）の母親の出身地であり、1999年（平成11年）には森の代表曲として知られる「おふくろさん」の歌碑が手打に建立された。
山田貴敏が描いた漫画『Dr.コトー診療所』の舞台である「古志木島」は下甑島がモデルであり、30年間も離島医療に携わってきた手打診療所の瀬戸上健二郎医師が主人公のモデルだが、ロケは沖縄県の与那国島で行なわれた。下甑島のナポレオン岩は前述の『Dr.コトー診療所』やゆでたまごの『キン肉マンII世』などの漫画に登場する。

## 関連人物
- 梶原景季 [49] - 平安時代末期から鎌倉時代初期の武将。播磨を経て甑島に上陸したとされる。
- 町春草 [50] – 女流書家。1922年下甑村長浜生まれ。
- 小倉一郎 [50] – 俳優。1951年下甑村生まれ、東京都新宿区育ち。
- 是枝伸彦[51] – ミロク情報サービス創業者・会長、元テレコムサービス協会会長。1937年下甑村生まれ。